# سک‌کوتاش
سک‌کوتاش (به مجاری:  Székkutas) یک منطقهٔ مسکونی در مجارستان است که در ناحیه هودمزوواشارهی واقع شده‌است. سک‌کوتاش ۱۲۳٫۹۹ کیلومتر مربع مساحت و ۲٬۰۷۱ نفر جمعیت دارد.